# Mineralogie

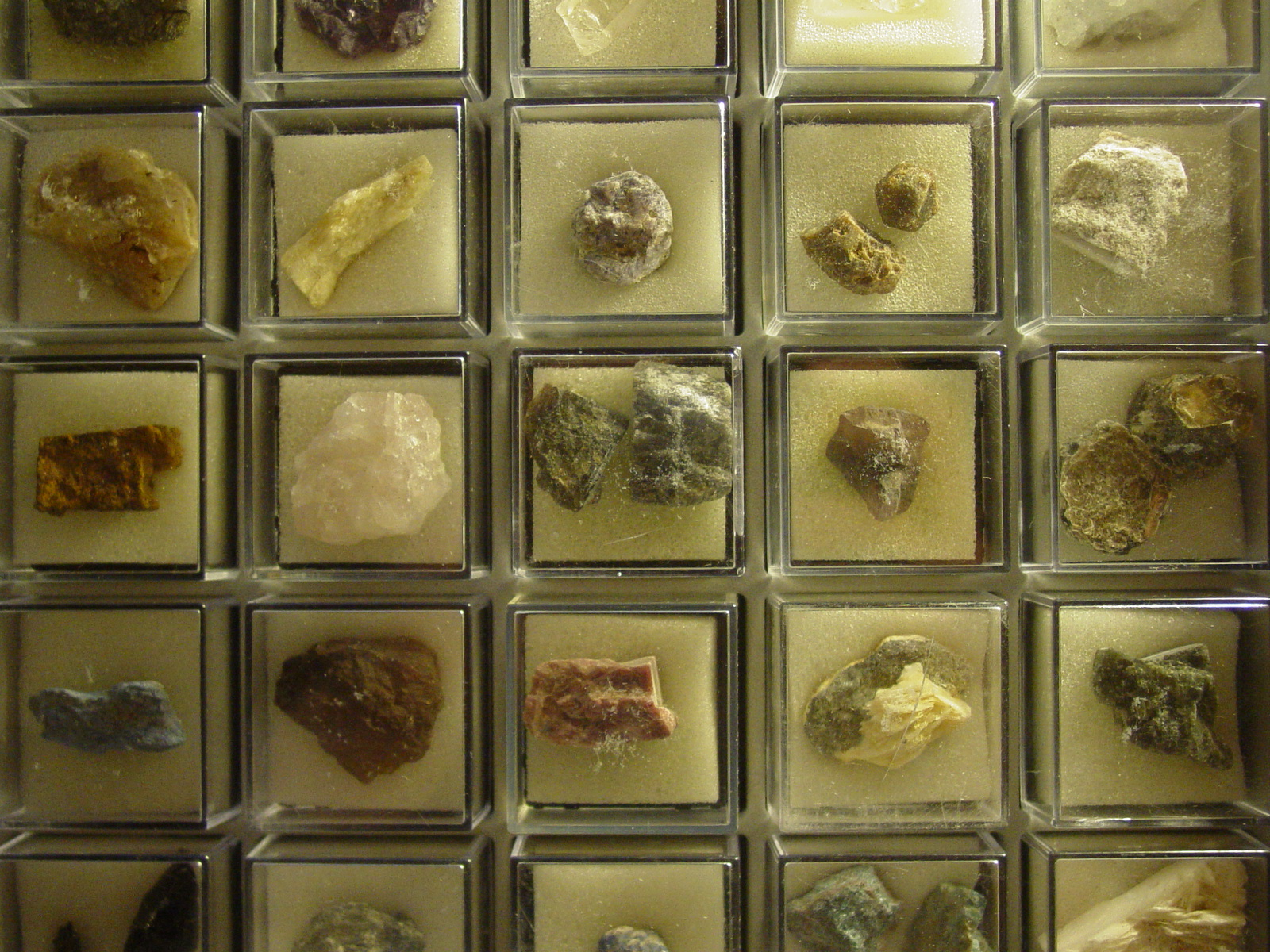
Mineralogische verzameling.

De mineralogie of delfstofkunde is de tak binnen de aardwetenschappen die zich richt op de systematische studie van mineralen, hun voorkomen, ontstaan, metamorfose en rol in de geologie.

## Geschiedenis
De International Mineralogical Association (IMA) is een organisatie waarvan de leden de mineralogen uit de verschillende landen vertegenwoordigen. Haar activiteiten omvatten het beheer van de namen van mineralen (via de Commissie van nieuwe mineralen en mineraalnamen) en het bijhouden van een database van mineralen.
In 1609 beschreef de Vlaming Anselmus Boëtius de Boodt in zijn Gemmarum et lapidum historia 600 mineralen. Hij noemde ook de 240 mineralen die bij oude schrijvers genoemd werden. Men ziet hem als de grondlegger van de moderne mineralogie.
In 2004 waren er ongeveer 4000 mineralen erkend door de IMA. Hiervan kunnen er ongeveer 150 als "overvloedig", nog eens 50 als "incidenteel", en de rest als "zeldzaam" tot "zeer zeldzaam" worden beschouwd.

### Verenigingen
- www.acam.be Academie voor Mineralogie vzw
- www.cmpb.net Cercle de Minéralogie et de Paléontologie de Belgique
- International Mineralogical Association (Engels)
- www.minerant.org Mineralogische Kring Antwerpen vzw

### Boeken over mineralogie
- Mineralen Herkennen  een praktische handleiding en leerboek mineralogie
- Schatten Van De Aarde

### Musea
- mineralogy museums Uitgebreide lijst van mineralenmusea
- www.mineralogy.eu Virtual Museum of the History of Mineralogy (over de geschiedenis van de mineralogie)

### Discussielijsten
- mineralogie-discussielijst (e-min) Voor alle vragen over mineralogie met Nederlands als voertaal

Bodemkunde · Biogeografie · Biogeologie · Fysische geografie · Geoarcheologie · Geochemie · Geodesie · Geofysica · Geomorfologie · Geologie · Glaciologie · Hydrografie · Hydrologie · Klimatologie · Limnologie · Meteorologie · Mijnbouwkunde · Mineralogie · Oceanografie · Paleo-oceanografie · Paleoklimatologie · Paleontologie · Sedimentologie · Seismologie · Speleologie · Stratigrafie · Vulkanologie